# Okona magnificul

"The Outrageous Okona" este un episod din al doilea sezon al serialul științifico-fantastic „Star Trek: Generația următoare”. Scenariul este realizat de Burton Armus; regizor este Robert Becker. A avut premiera la 12 decembrie 1988.

## Prezentare
Nava Enterprise este implicată în uneltirile unui escroc spațial șarmant dar fugar, în timp ce Data explorează umorul cu ajutorul unui comic holografic (interpretat de Joe Piscopo).

## Vezi și
- 1988 în științifico-fantastic